# جائزة ماليزيا الكبرى للدراجات النارية 1991
جائزة ماليزيا الكبرى للدراجات النارية 1991 هو سباق دراجات نارية أقيم بتاريخ 29 سبتمبر 1991 في حلبة شاه عالم. كان الجولة الخامسة عشر من أصل 15 في سباق الجائزة الكبرى للدراجات النارية موسم 1991. فاز الأمريكي جون كوسينسكي بفئة 500 سي سي بينما جاء الأسترالي واين غاردنر في المركز الثاني وحصل على المركز الثالث الأسترالي ميك دوهان.

## وصلات خارجية
- الموقع الرسمي